# 한중문화우호협회
한중문화우호협회는 한중교류의 플랫폼이다.
한국의 전통과 현대 문화를 소개하는 민간 홍보대사이며, 한글, 한식, 한복, 국악, 태권도 등을 ‘한중연 문화축제’라는 이름으로 알리고 있다. 중국에 한국 지방정부를 홍보하는 투자설명회, 관광설명회, 문화행사 등을 개최한다. 때로는 중국의 기업을 탐방하거나 술 문화, 차 문화, 서예 문화, 불교문화 등 특정지역, 특정테마를 주제로 한 관광 프로그램을 진행하기도 한다. 
양국을 오가며 ‘차와 글 그리고 술-茶字酒緣’ 축제를 개최한다. 공익사업인 양국 모범 소년소녀들의 비젼트립 ‘한마음 한뜻’과 아름다운 어머니의 주름 ‘효행천하’를 진행하고 있다.  ‘한중연 음악회’를 열어 양국의 대표적인 교향악단, 합창단을 초청하여 ‘평화의 소리’를 연주한다. 한국과 중국의 인적교류사를 기록하는 ‘한중연사-韓中緣史’ 시리즈(1권 종합편, 2권 랴오닝편, 3권 제주편, 4권 서울편)를 한글판과 중문판으로 출판하고 있다. ‘오늘의 중국-한중최고위과정’을 개설하여 주한중국대사관과 공동으로 운영 중이고, ‘한중연-중국문화대회’를 18년째 개최하고 있다.
중국의 다양한 술과 차, 그리고 한국에서는 생소한 소수민족 문화를 소개한다. ‘둔황 (敦煌) 한국대표부’를 운영했고 산둥성의 전통문화를 널리 알리는 ‘제노(齐鲁) 문화센터’를 운영했다. 중국지방정부와 함께 ‘국제청년포럼’을 개최하기도 한다.